# We've Come for You All
Albums de Anthrax
Volume 8: The Threat is Real
(1998) The Greater of Two Evils
(2004)
We've Come For You All est le neuvième album de Anthrax sorti en 2003.

## Les titres
1. Contact (Intro) - 1:15
2. What Doesn't Die - 4:10
3. Superhero - 4:03
4. Refuse To Be Denied - 3:20
5. Safe Home - 5:10
6. Any Place But Here - 5:50
7. Nobodys Knows Anything - 2:57
8. Strap It On - 3:32
9. Black Dahlia - 2:38
10. Cadillac Rock Box - 3:42
11. Taking The Music Back - 3:12
12. Crash - 1:00
13. Think About An End - 5:10
14. We've Come For You All/Shaker - 4:12
15. Safe Home (acoustique) (seulement sur le CD distribué en Europe)
16. We're A Happy Family (seulement sur le CD distribué en Europe)